# Alex Colville
Pour les articles homonymes, voir Colville.

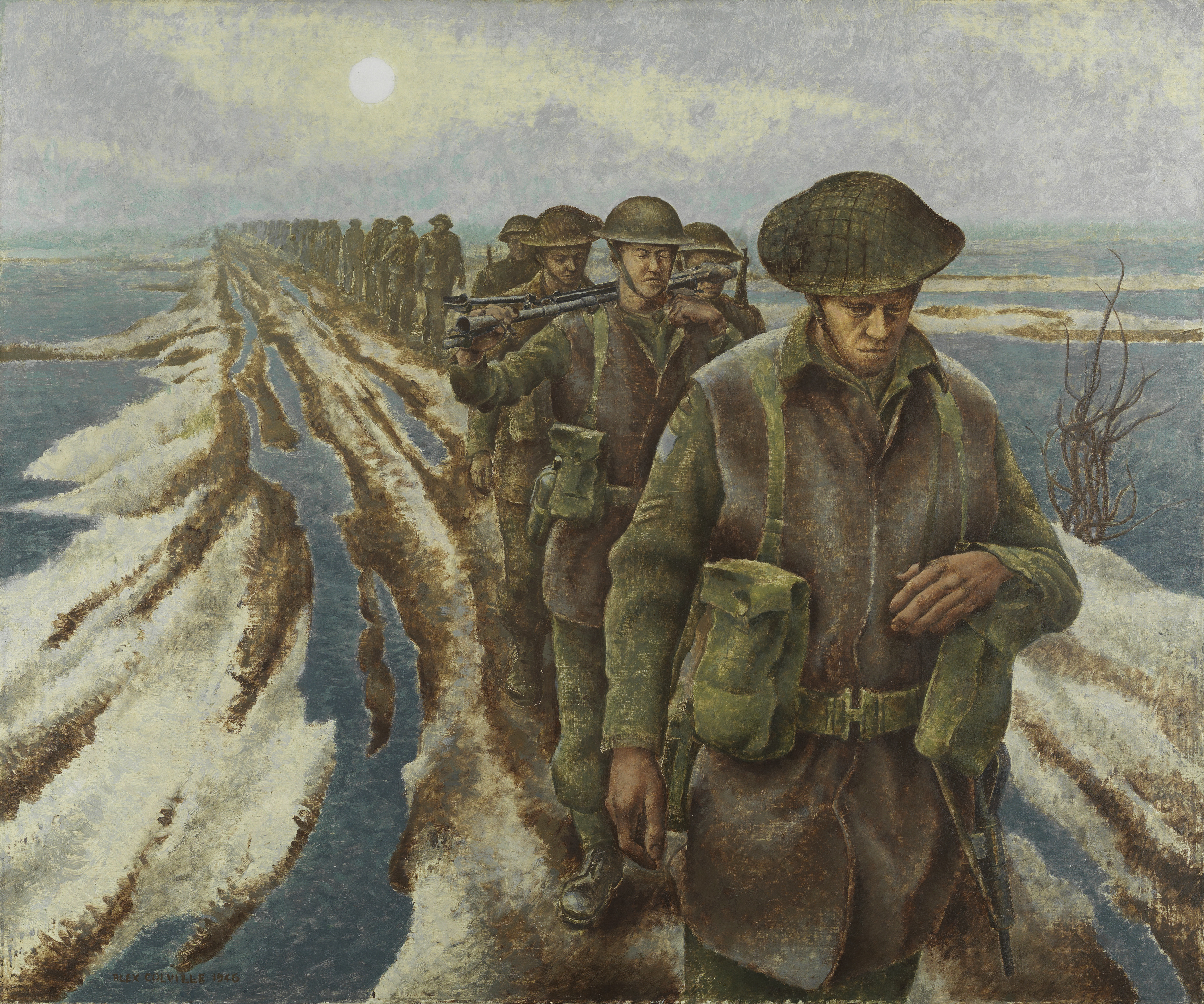
'Infantry, Nimègue.

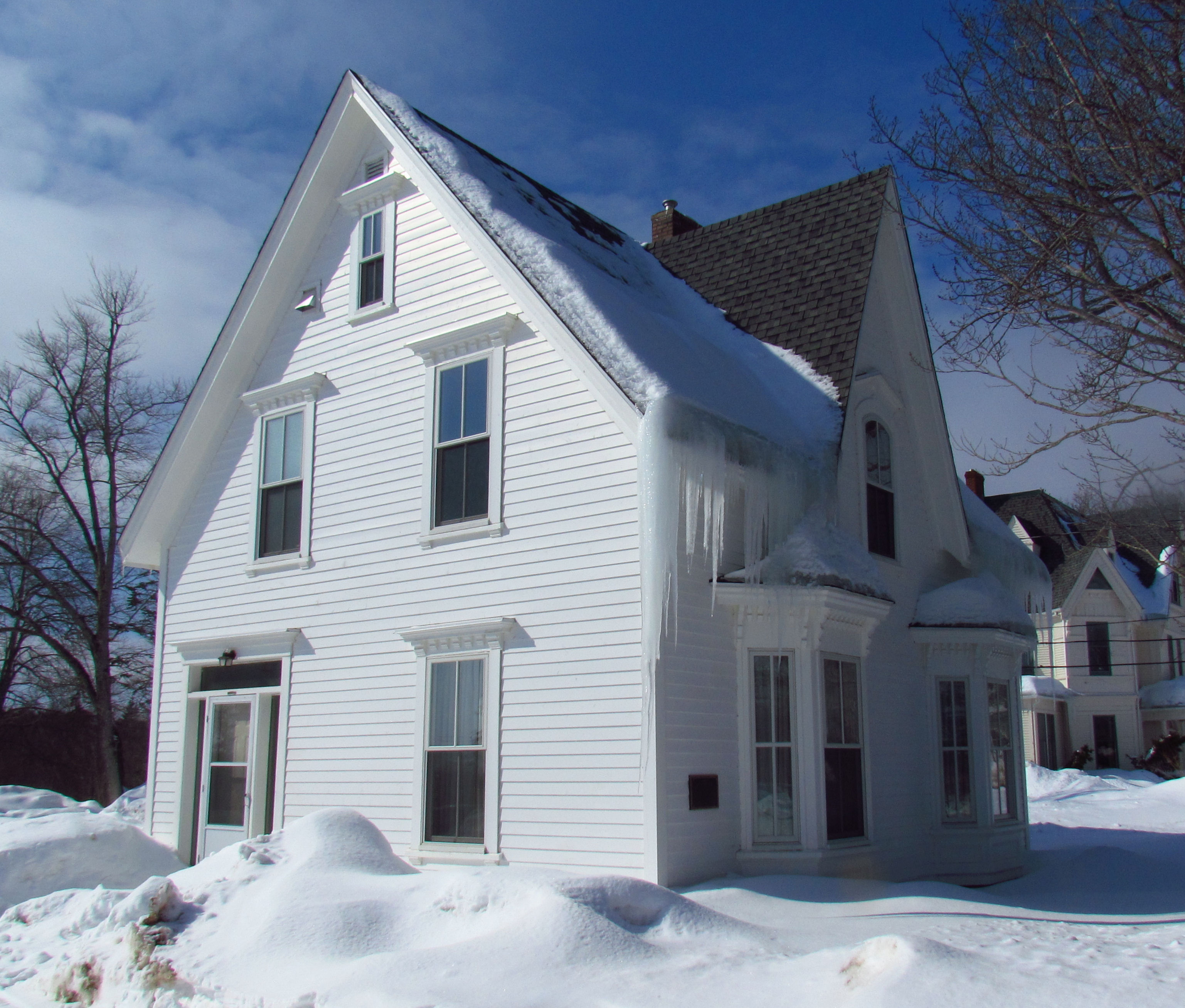
Maison de Colville.

Alex Colville, né le 24 août 1920 à Toronto et mort le 16 juillet 2013  à Wolfville en Nouvelle-Écosse, est un artiste-peintre canadien.

## Biographie
La famille Colville déménage de Toronto pour Amherst (Nouvelle-Écosse) en 1929. Il suit des cours à l'Université Mount Allison de Sackville (Nouveau-Brunswick) entre 1938 et 1942, obtenant un baccalauréat en Art. Alex Colville se maria avec Rhoda Wright la même année et s'engage pour l'armée canadienne dans le programme d'« artiste de guerre ». Durant ses quatre années de service en Europe il est l'un des artistes de guerre canadiens les plus célèbres. Il peint entre autres le débarquement à Juno Beach lors de l'opération Neptune.
Colville retourne au Nouveau-Brunswick après la guerre et devient un membre de la faculté des Arts de la Mount Allison University où il enseigne de 1946 à 1963. Colville quitte l'enseignement pour se consacrer à la peinture et à l'estampe à plein temps dans un studio à sa maison sur la rue York.
En 1973, il déménage à Wolfville, pour habiter la maison paternelle de sa femme.
Il eut trois fils, une fille et huit petits-enfants.

## Expositions
Les œuvres d'Alex Colville ont été souvent exposées au Canada, mais aussi à travers le monde plus précisément à la Tate Gallery de Londres et au Centre d'exposition de Pékin. En 1983 une rétrospective itinérante internationale de son œuvre fut organisée par le Musée des beaux-arts de l'Ontario.
L'œuvre d'Alex Colville se retrouve dans plusieurs collections incluant : Art Gallery of Nova Scotia, Cape Breton University Art Gallery à Sydney, Museum of Modern Art à New York, le Musée national d'art moderne à Paris, le Musée des beaux-arts du Canada à Ottawa, le Centre national d'art et de culture Georges-Pompidou à Paris, le Wallraf-Richartz Museum à Cologne et le Kestnergesellschaft à Hanovre.

## Œuvres notables
- 1955 : After Swimming[3]
- 1956 : Station service / Truck stop, au musée Ludwig, à Cologne.
- 1967 : Pacific
- 2000 : Living room